# 不均衡發展策略
不均衡發展（英語：Unbalanced growth），發展經濟學術語，意指在經濟發展過程中，各個部門的發展速度不一致的現象，是經濟發展的自然路徑，最早由經濟學家阿爾伯特·赫希曼在其1958年出版的《經濟發展策略》一書中首次提出。根據這個現象，阿爾伯特·赫希曼設計了不均衡發展策略（Strategy of unbalanced growth），提供給與低度發展國家，作為以有限資本在短期內快速發展經濟的策略。包括漢斯·辛格（Hans Singer）、保羅·史特里登（Paul Streeten）與馬庫斯·弗萊明（Marcus Fleming）都是這個發展策略的支持者。

## 概論
阿爾伯特·赫希曼觀察到，低度發展國家開始經濟發展時，各部門間的發展速度不一，通常會形成不均衡發展現象；所謂的均衡發展，只有少數成功的國家，在其發展後期出現。因此阿爾伯特·赫希曼提出這個發展策略，鼓勵發展中國家，將有限的資本，集中投資在特定領域，希望經由這些特定領域的產業發展，帶動整體的經濟成長。